# Nososticta wallacii
Nososticta wallacii är en trollsländeart som först beskrevs av Selys 1886.  Nososticta wallacii ingår i släktet Nososticta och familjen Protoneuridae. IUCN kategoriserar arten globalt som otillräckligt studerad. Inga underarter finns listade i Catalogue of Life.